# Adèle und das Geheimnis des Pharaos
Adèle und das Geheimnis des Pharaos (Originaltitel: Les Aventures extraordinaires d’Adèle Blanc-Sec) ist ein französischer Abenteuerfilm aus dem Jahr 2010 von Luc Besson, basierend auf den Comics Adeles ungewöhnliche Abenteuer von Jacques Tardi. Der Film startete am 30. September 2010 in den deutschen Kinos.

## Handlung
Den greisen Professor Esperandieu beschäftigt die Frage, ob es ein Leben nach dem Tod gibt, und er veranstaltet ein Experiment zur Belebung von Materie. Aus seinem Apartment an der Place de la Concorde dringt in einer Novembernacht vor dem Ersten Weltkrieg für einen Augenblick „überirdisches“ Licht. Gleichzeitig erwacht im Pariser Naturkunde-Museum in seinem Ei ein Flugsaurier Pterodaktylus, der seit 135 Millionen Jahren ausgestorben ist. Er entkommt in die Freiheit und landet auf dem Dach des Taxis, in dem sich Monsieur Pointrenard, der ehemalige Präfekt von Paris, mit einer Frau aus dem Moulin Rouge vergnügt. Vor Schreck drückt sein Chauffeur auf das Gaspedal und der Wagen stürzt in die Seine. Die Polizei geht von einem Terroranschlag aus, denn der einzige Augenzeuge, der behauptet, einen großen Vogel gesehen zu haben, ist stark alkoholisiert. Trotz der auf dem Präsidium verordneten strikten Diskretion wird die Saurier-Geschichte am nächsten Tag in den Medien kolportiert. Inspektor Caponi soll das vermeintliche Attentat auf den Politiker aufklären.
In Ägypten findet Reporterin Adèle Blanc-Sec unterdessen ein unversehrtes Pharaonengrab. Sie interessiert sich (im Gegensatz zu ihren Begleitern) nicht für das Gold, sondern für die Mumie des Patmosis, des Leibarztes von Ramses II. Dabei wird sie von Professor Dieuleveult gestellt. Er will sie noch vor Ort als Grabräuberin erschießen lassen. Jedoch gelingt es ihr, mit dem Sarkophag zu fliehen.
In Paris findet der Pterodaktylus zu Professor Esperandieu. Zwischen dem Wissenschaftler und der Kreatur besteht eine telepathische Verbindung; was der Saurier fühlt, spürt auch Esperandieu. Inspektor Caponi und seine Beamten wollen den Wissenschaftler um Hilfe bei der Aufklärung des Falles bitten. Als der Pterodaktylus auftaucht, verhaften sie den Professor als „Verschwörer“, während das Tier durch das Fenster flieht.
Als Adèle mit Patmosis’ Sarkophag in Paris ankommt, entdeckt sie die Schlagzeile: „Esperandieu zum Tode verurteilt!“ Sie bringt die Mumie in eine Vitrine in ihrem Wohnzimmer. Adèle hat den Plan, ihre Schwester Agathe zurück ins Leben zu holen. Fünf Jahre zuvor war sie beim Tennisspielen unglücklich auf ihre Hutnadel gestürzt und befindet sich seither in einer Art Koma. Adèle will die Heilkünste Patmosis’ nutzen, wofür sie ihn zunächst mithilfe von Esperandieu wiederbeleben muss.
Bei der Jagd nach dem Saurier hat sich Frankreichs Staatspräsident derweil den Großwildjäger Saint Hubert zur Hilfe geholt. Der junge Biologe Andrej Zborowski, der Adèle verehrt, lockt den Pterodaktylus mit der Schale des Sauriereies im Park des Museums an. Adèle versucht unterdessen, ihren Mentor Esperandieu aus dem Gefängnis zu befreien. Zuletzt spricht sie mit dem Präsidenten, damit er Esperandieu begnadige. Dieses Gespräch wird von dem Pterodaktylus unterbrochen, der mit dem Hund des Präsidenten davonfliegt. Adèle findet ihn im Park, nachdem sie in einem von Zborowskis zahlreichen Briefen von dessen Plan gelesen hat. Auf dem Saurier reitend rettet sie Esperandieu vor der Guillotine und landet mit ihm im Park.
Bei seiner Patrouille hat Saint Hubert das Versteck des Pterodaktylus entdeckt und schießt dem Saurier in die Brust. Durch die geistige Verbindung mit dem Saurier wird Esperandieu dabei ebenfalls schwer verletzt. In Adèles Appartement schafft es Esperandieu noch, Patmosis zu erwecken, erliegt dabei aber seiner Verletzung. Patmosis ist jedoch Ingenieur und kein Arzt. Allerdings hat Esperandieu auch alle Mumien in der Umgebung wiederbelebt. Adèle findet den wiedererweckten Ramses II. und seinen Leibarzt in einer Ausstellung im Louvre. So kann ihre Schwester letztlich wiederbelebt werden. Gegen Ende des Films bricht Adèle mit der Titanic in den Urlaub auf.

## Kritiken
Laut Cinema brannte Luc Besson „ein wahres Feuerwerk spektakulärer Trickeffekte und stylisher Kamerafahrten ab, das vor der atemberaubend rekonstruierten Historienkulisse des frühen 20. Jahrhunderts zusätzliche Faszination entfaltet.“ Durch die Anreihung von „Höhepunkt an Höhepunkt“ komme jedoch „kein echter Spannungsbogen zustande“ bei diesem „mit kindgerechtem Humor und skurrilen Witzfiguren gespickten Familienfilm“. Louise Bourgoin entschädige dies und spiele „die gleichermaßen anmutige wie dickköpfige Heldin mit so viel Esprit, dass man auf ein baldiges Wiedersehen hofft“. Cinemas Fazit lautete: „Dramaturgisches Stückwerk, das aber mit spektakulärer Optik und einer glänzend aufspielenden Protagonistin begeistert.“

„»Diese Geschichte kommt wirklich schleppend voran«, klagt Jacques Tardis Heldin Adèle Blanc-Sec selbstironisch im vierten Band ihrer Abenteuer. Schade, dass man das bereits über den ersten Teil der Comic-Adaption sagen muss.“

## Auszeichnungen
Bei der César-Verleihung 2011 konnte der Film den Preis in der Kategorie Bestes Szenenbild gewinnen und war zudem für die Besten Kostüme nominiert.

## Synchronisation
Die deutsche Synchronfassung entstand bei der Synchronfirma Neue Tonfilm München unter der Dialogregie von Hartmut Neugebauer.
| Rollenname                     | Schauspieler               | Synchronsprecher   |
| ------------------------------ | -------------------------- | ------------------ |
| Adèle Blanc-Sec                | Louise Bourgoin            | Jessica Schwarz    |
| Dieuleveult                    | Mathieu Amalric            | Tobias Lelle       |
| Inspektor Albert Caponi        | Gilles Lellouche           | Michael Lott       |
| Justin de Saint-Hubert         | Jean-Paul Rouve            | Hans-Georg Panczak |
| Prof. Marie-Joseph Esperandieu | Jacky Nercessian           | Mogens von Gadow   |
| Professor Ménard               | Philippe Nahon             | Norbert Gastell    |
| Andrej Zborowski               | Nicolas Giraud             | Johannes Raspe     |
| Agathe Blanc-Sec               | Laure de Clermont-Tonnerre | Kathrin Gaube      |
| Präsident Armand Fallières     | Gérard Chaillou            | Klaus Guth         |
| Ferdinand Choupard             | Serge Bagdassarian         | Hartmut Neugebauer |
| Raymond Pointrenaud            | François Chattot           | Reinhard Brock     |
| Aziz                           | Youssef Hajdi              | Oliver Mink        |
| Akbar                          | Moussa Maaskri             | Ekkehardt Belle    |
| Assistent Bertrand             | Grégory Ragot              | Gerd Meyer         |
| Cheval                         | Philippe Girard            | Walter von Hauff   |
| Miranda                        | Monique Mauclair           | Anita Höfer        |
| Patmosis                       | Régis Royer (Stimme)       | Peter Fricke       |
| Der Erzähler                   | Bernard Lanneau (Stimme)   | Jacques Breuer     |